# Dragsåsens naturreservat
Dragsåsen är ett naturreservat i Öjaby socken i Växjö kommun i Småland (Kronobergs län).

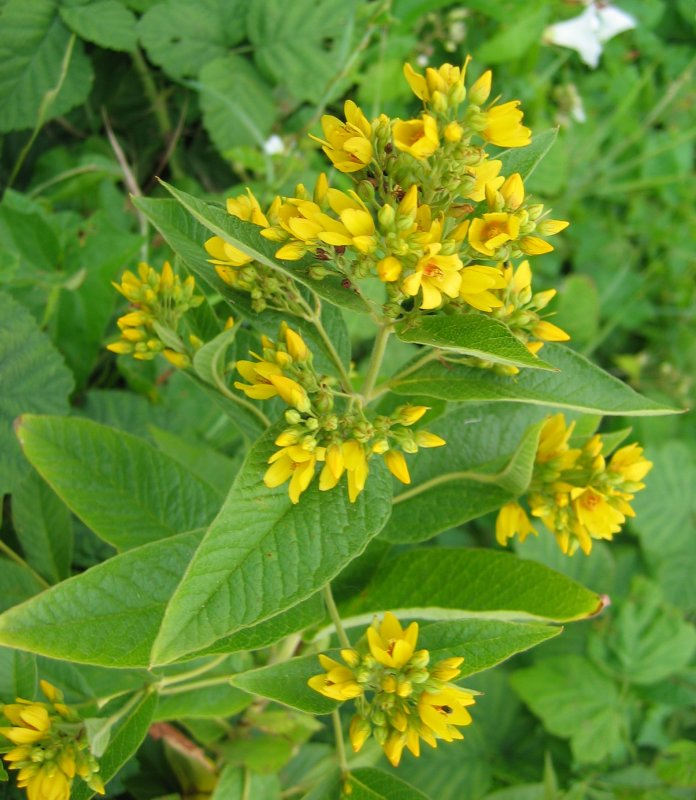
Strandlysing

Reservatet är 5 hektar stort och avsattes som skyddat 1999. Det består av en rullstensås nordöst om Öjaby som sträcker sig söderut ut i Helgasjön. Tillsammans med några öar utgör reservatet en del av Bergundaåsen. Åsen och öarna är bevuxna med blandskog. På de låglänta mera fuktiga partierna växer pors, odon, strandlysing och blåtåtel.
Åsen följer Helgasjöns västra strand i nord-sydlig riktning. Det är en getryggsås med smalt krön och branta sidor. På toppen av åsen går en stig. Längre söderut kan åsen följas som öar i Öjabyviken och i Norra och Södra Bergundasjöarna.